# Rijksmuseum Amsterdam
Het Rijksmuseum in Amsterdam is een van de zestien rijksmusea in Nederland. De collectie biedt een overzicht van de Nederlandse kunst en geschiedenis met onder andere werken van 17e-eeuwse Nederlandse meesters als Rembrandt, Vermeer en Hals. Het museum is sinds 1885 gevestigd in het Rijksmuseumgebouw dat ontworpen werd door de Nederlandse architect Pierre Cuypers.

## Geschiedenis

### Den Haag (1800)

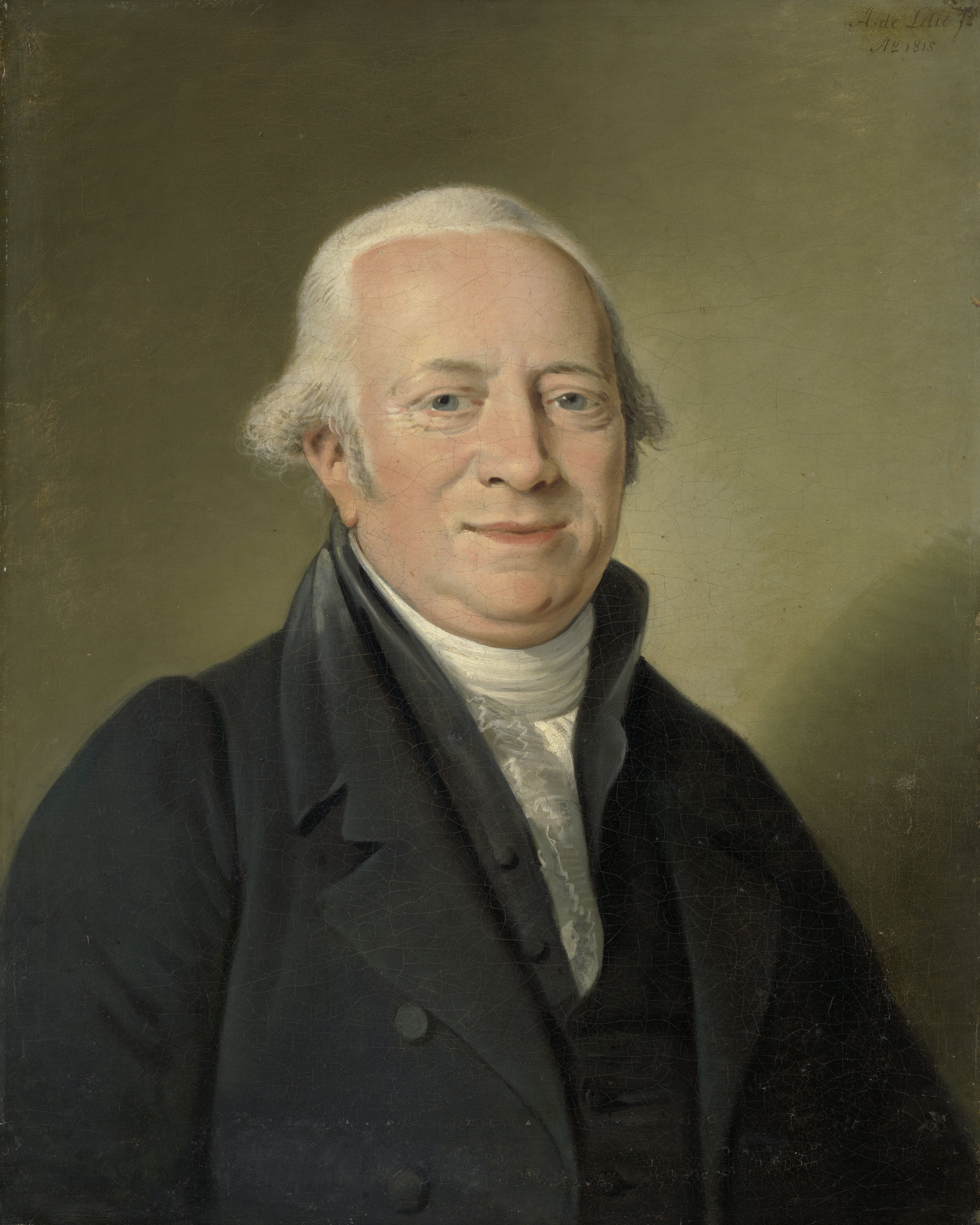
Cornelis Sebille Roos, 1815

De kunstverzameling die de stadhouderlijke familie door de eeuwen had opgebouwd vormt de basis van de collectie van het Rijksmuseum. Nadat de laatste stadhouder het land in 1795 ontvlucht was nam de Bataafse Republiek de overgebleven kunstverzameling in beslag. Het grootste deel werd door de Fransen naar Parijs verscheept. Op 19 november 1798 werd op initiatief van de agent van financiën, Alexander Gogel, besloten de resterende verzameling, bestaande uit Italiaanse kunst, portretten van de Oranjes en vaderlandse rariteiten, onder te brengen in een nationaal museum naar Frans voorbeeld. Onder de naam Nationale Konst-Gallery opende dit museum op 31 mei 1800 zijn deuren in het eveneens in beslag genomen Huis ten Bosch, nabij Den Haag. De Amsterdamse kunsthandelaar Cornelis Sebille Roos (1754-1820) was de eerste museumdirecteur en was als zodanig, in samenwerking met Gogel, verantwoordelijk voor de eerste aankopen, waaronder De bedreigde zwaan van Jan Asselijn. Toen in 1806 Lodewijk Napoleon de troon besteeg van het 'Koningrijk Holland', kreeg het de naam Koninklijk Museum.

### Amsterdam (1808)

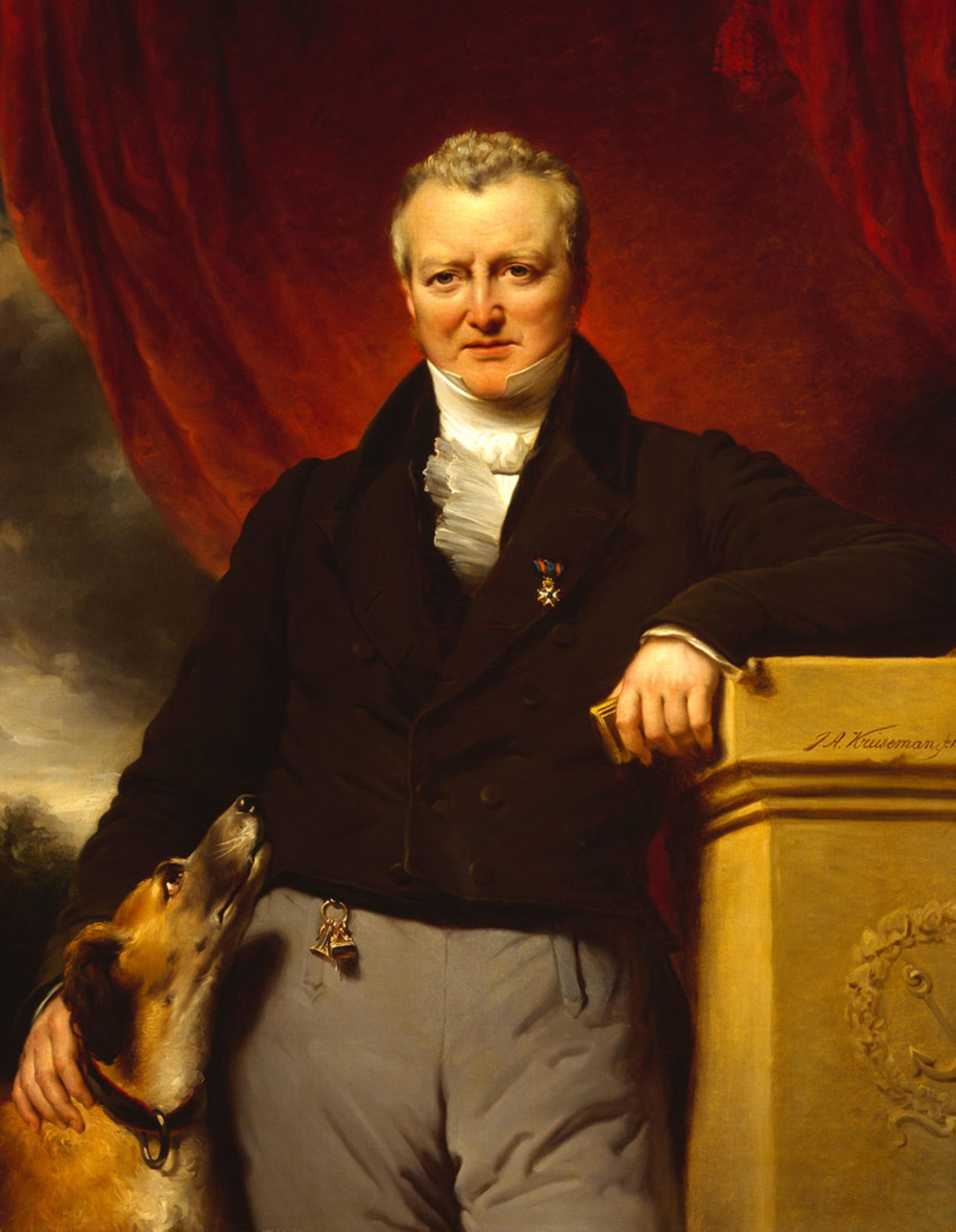
Adriaan van der Hoop

In 1808 verhuisde het museum in opdracht van Lodewijk Napoleon naar Amsterdam, waar het vanaf 1809 samen met de kunstverzameling van Amsterdam – waaronder De Nachtwacht – werd ondergebracht op de bovenverdieping van het Paleis op de Dam. De nieuwe directeur, Cornelis Apostool, werd belast met het samenstellen van een catalogus van objecten. In 1817 verhuisde de collectie van het Rijks Museum, zoals het inmiddels na de troonsbestijging van Willem I heette, naar het 17e-eeuwse Trippenhuis. Na de val van Napoleon in 1815 kwam hier ook een belangrijk deel terecht van de kunstwerken, die door de Fransen vanaf 1795 naar Parijs waren overgebracht, en door Nederland waren teruggeëist. Ook werd hier de prentenverzameling uit Den Haag in ondergebracht, terwijl de historische voorwerpen verplaatst werden naar het Koninklijk Kabinet van Zeldzaamheden, opgericht in 1820 in Den Haag. Anders dan onder zijn voorganger Roos, werden onder het directeurschap van Apostool (van 1808 tot 1844) nauwelijks grote aankopen gedaan.
De verwerving van de verzameling, die de Amsterdamse bankier Adriaan van der Hoop in 1854 aan de gemeente Amsterdam naliet, was dan ook allerminst vanzelfsprekend. Men geloofde niet in het belang van de 224 schilderijen voor het aantrekken van vreemdelingen naar Amsterdam. Het stadsbestuur stelde als voorwaarde dat door vrijwillige particuliere bijdragen ƒ 40.000 van de ƒ 50.000 voor de successierechten zou worden opgebracht. Hadden enkele welvarende burgers, zoals Johan Carl Zimmerman en Piet van Eeghen, de 224 schilderijen niet voor het land willen behouden, dan waren de meesterwerken naar het buitenland verdwenen.

### Rijksmuseumgebouw (1885)
In 1885 werd het huidige Rijksmuseumgebouw naar ontwerp van P.J.H. Cuypers voltooid. Dit gebouw bood niet alleen plaats aan de collectie van het Rijksmuseum, ook de verzameling werken van levende meesters, die zich vanaf 1838 in het Museum van Levende Nederlandsche Meesters in Haarlem bevond, en het Nederlandsch Museum voor Geschiedenis en Kunst in Den Haag werden in het nieuwe gebouw ondergebracht. De Nederlandsche Oudheidkundige Bond bracht in 1918 de brochure Over hervorming en beheer onzer musea uit. Hierin werd gepleit voor een splitsing van het Nederlandsch Museum voor Geschiedenis en Kunst in een kunst- en een historisch museum. Deze splitsing kwam in 1927 daadwerkelijk tot stand.

### Tweede Wereldoorlog

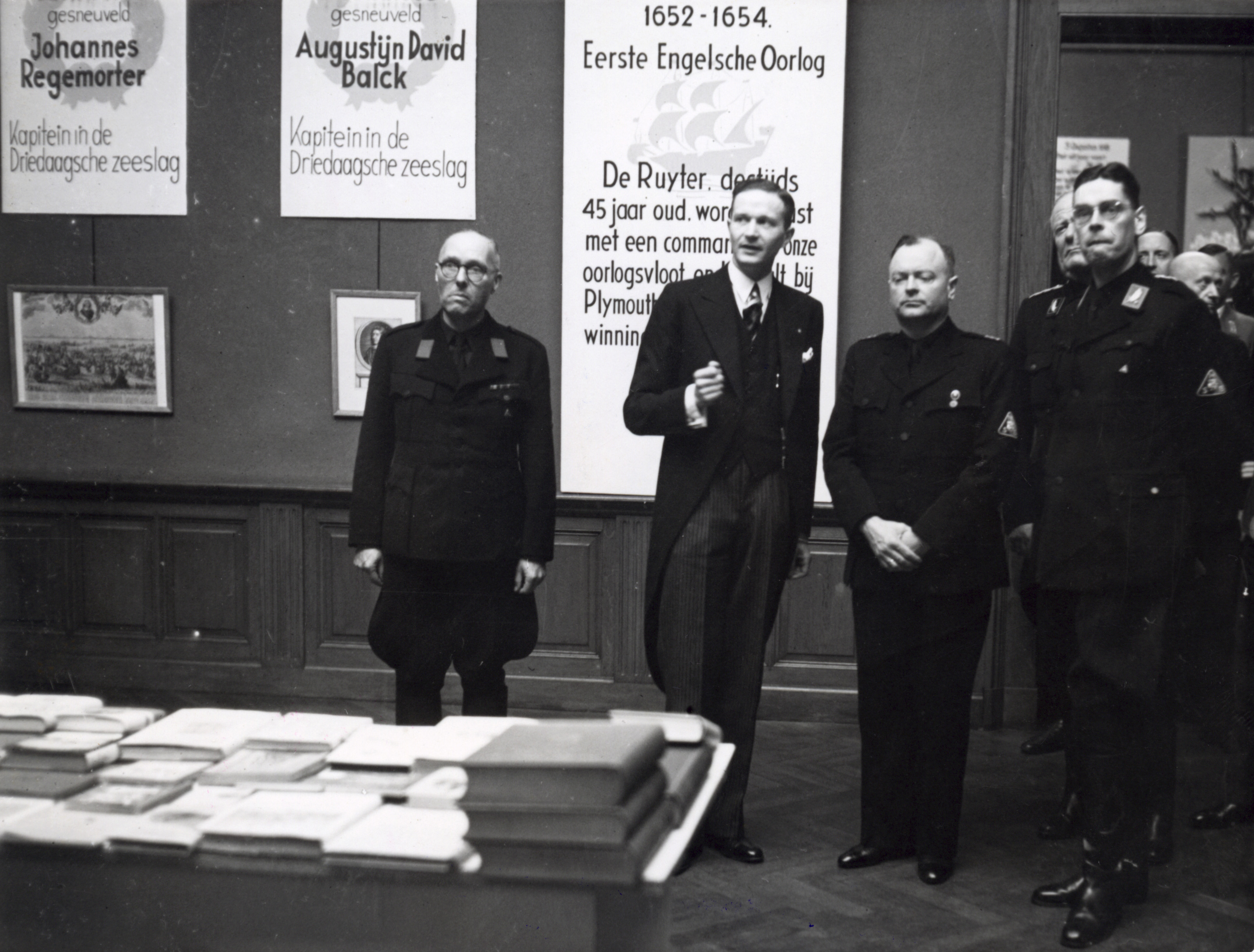
Mussert bekijkt de tentoonstelling Michiel de Ruyter (1942)

Aan de vooravond van de Tweede Wereldoorlog werd een deel van de collectie elders in veiligheid gebracht. In de leeggekomen ruimte werden tentoonstellingen gehouden met hedendaagse kunst, zoals de expositie Onze kunst van heden in 1939-1940. In april 1942 werd een groot deel van de collectie van het Rijksmuseum opgeslagen in een speciaal daartoe gebouwde kluis in de onderaardse gangen van de Sint-Pietersberg bij Maastricht. Hierna kwam ruimte vrij om de collectie van het Nederlands Spoorwegmuseum in de oostelijke vleugel tentoon te stellen. In de oorlogsperiode hield het Rijksmuseum diverse Duits-vriendelijke tentoonstellingen als Westfaalsche-Nederrijnsche Kunst van Heden (augustus 1941), Frauenschaffen in Deutschland, Deutsche Frauen arbeiten für ihr Volk (oktober 1941), Das Deutsche Buch der Gegenwart (februari 1942) en Kunst der Front (januari 1943).

### Verzelfstandiging
In 1995 werd het museum verzelfstandigd. Voorheen was het een rijksmuseum met ambtenaren in dienst, vanaf 1995 wordt het museum geleid door de stichting Het Rijksmuseum, waarbij het gebouw en een deel van de collectie in handen van het Rijk zijn.

### Restauratie en verbouwing (2003-2013)
In de loop der jaren werd het museumgebouw vele malen verbouwd, waardoor van binnen een groot deel van het oorspronkelijke karakter verloren ging. Mede door de toenemende bezoekersaantallen voldeed het museum niet meer aan de behoeften van een internationaal leidend museum. In 2003 werd gestart met een grote verbouwing; nooit eerder had een nationaal museum een zodanig grote verbouwing ondergaan.
Vanaf 18 maart 2003 ging het hoofdgebouw dicht voor een verbouwing die aanvankelijk enkele jaren zou gaan duren, maar door diverse vertragingen bijna tien jaar in beslag zou nemen. Na ruim negen jaar gesloten te zijn geweest, ging het vernieuwde hoofdgebouw op 13 april 2013 weer open. Tijdens de verbouwing waren de 17e-eeuwse topstukken van december 2003 tot 17 maart 2013 voor het publiek te zien in de Philipsvleugel. Hier werden ook kleine wisselende tentoonstellingen gehouden. Tussen 2003 en 2013 ontving de Philipsvleugel 8,5 miljoen bezoekers.
De kosten van de totale verbouwing, renovatie en vernieuwing van het Rijksmuseum bedroegen € 375 miljoen. Het Rijksmuseum droeg € 45 miljoen bij en werd daarin gesteund door stichters Philips, ING en de BankGiro Loterij. Bij deze grote ingreep zijn veel oorspronkelijke elementen uit de tijd van Cuypers weer tevoorschijn gehaald, in oude staat hersteld of gereconstrueerd, waardoor het gebouw veel van zijn oude glorie terugkreeg. De restauratie van de Cuypers-decoraties en Sturm-schilderingen stond onder leiding van prof. Anne van Grevenstein-Kruse. Tegelijk werden een aantal nieuwe gebouwen toegevoegd, zoals het Ateliergebouw, waardoor het hoofdgebouw volledig als tentoonstellingsruimte benut kan worden.
De officiële heropening door koningin Beatrix vond plaats op 13 april 2013 en vanaf de dag erna was het vernieuwde Rijksmuseum geopend voor het publiek. In de twaalf maanden na de heropening kwamen er 2,7 miljoen bezoekers, van wie ongeveer twee derde uit Nederland. Van de circa 1 miljoen buitenlandse bezoekers waren de Amerikanen in de meerderheid, gevolgd door de Duitsers. Dit aantal was circa 30 procent hoger dan voor de heropening.
Het museum ontving op 16 mei 2015 de European Museum of the Year Award, een prijs voor musea die de afgelopen twee jaar zijn opengegaan, vernieuwd of uitgebreid. De jury prees de nieuwe indeling van het Rijksmuseum, de restauratie van de muurschilderingen, het Aziatische paviljoen en de meertalige informatie voor bezoekers. Naast de titel bestond de prijs uit het bruikleen voor één jaar van het beeld The Egg van Henry Moore.

## Directeuren van het Rijksmuseum
- Cornelis Sebille Roos (1800-1808)
- Cornelis Apostool (1808–1844)
- Jan Willem Pieneman (1844–1847)
- beheer door Raad van Bestuur (1847-1875)
- Johann Wilhelm Kaiser (1875-1883)
- Frederik Obreen (1883–1896)
- Barthold van Riemsdijk (1897–1921)
- Frederik Schmidt Degener (1921–1941)
- Max Dittmar Henkel (1941-1944, wnd)
- C.M.A.A. Lindeman (1943-1945, wnd.)
- David Röell (1945–1959)
- Arthur van Schendel (1959–1975)
- Simon Levie (1975–1989)
- Henk van Os (1989–1996)
- Ronald de Leeuw (1996–2008)
- Wim Pijbes (2008–2016)
- Taco Dibbits (2016-)

## Huisvesting

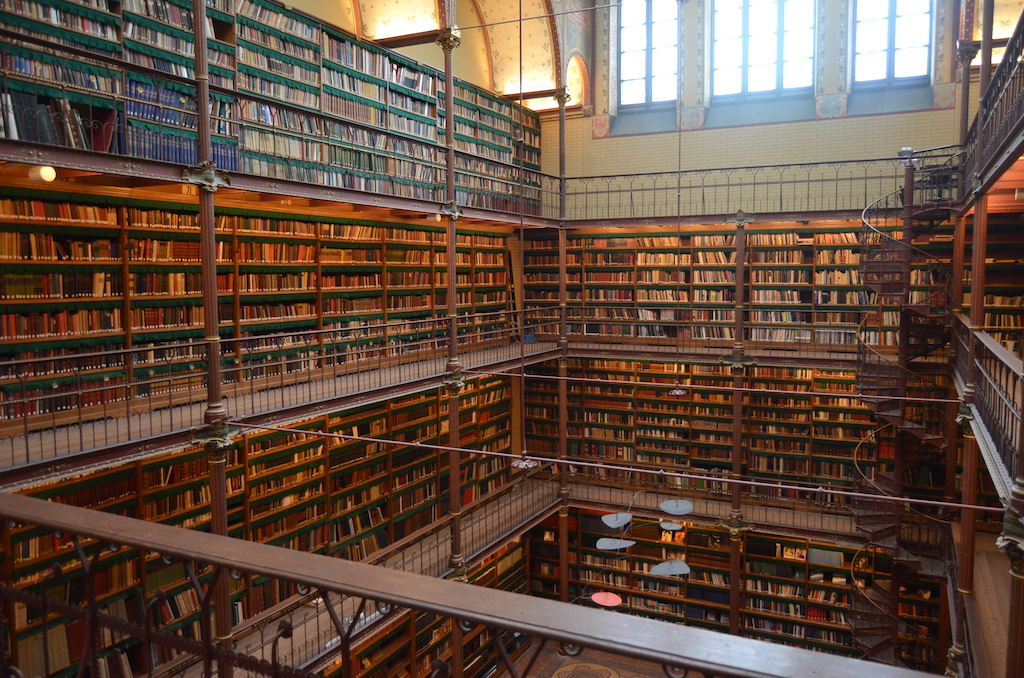
De bibliotheek van het Rijksmuseum Amsterdam; 2015

Het Rijksmuseumgebouw met ruim 80 zalen ligt tussen de Stadhouderskade en het Museumplein in Amsterdam-Zuid. Aan de zijde van het Museumplein bevindt zich de Zuidvleugel, waarin tijdelijke tentoonstellingen worden gehouden, dat bestaat uit het fragmentengebouw en de Druckeruitbouw. In de tuinen bevindt zich het entreegebouw, de Teekenschool en de voormalige directeurswoning, tegenwoordig het kantoor voor de conservatoren. Aan de overzijde van de Hobbemastraat is de Directeursvilla en het Ateliergebouw gevestigd, waarin de onderzoeks- en restauratieafdeling gevestigd is.

### Depots
Ondergronds zijn de gebouwen verbonden met transport- en depotruimten. Hierin worden in ieder geval de prenten en de kostuumcollectie bewaard die niet tentoongesteld zijn. Het Rijksmuseum beschikt daarnaast over depotruimte in CollectieCentrum Nederland (CC NL) in Amersfoort, waarvoor het de opdrachtgever was en de formele eigenaar is. Dit depotgebouw wordt ook gebruikt door andere instellingen.

### Dependance Schiphol
Het Rijksmuseum had een dependance in een terminal van Luchthaven Schiphol, uitsluitend toegankelijk voor reizigers want gelegen in het douanegebied na de paspoortcontrole. Deze werd op 9 december 2002 geopend door kroonprins Willem-Alexander en werd geheel gesponsord door ING. Er was tot aan de verbouwing in 2014 een permanente tentoonstelling van werken uit de Gouden Eeuw te zien. Jaarlijks werden drie tijdelijke tentoonstellingen georganiseerd. Schiphol was de eerste luchthaven ter wereld met zo'n museum. In 2013 werden 220.237 bezoekers ontvangen. In oktober 2014 ging de Schipholvestiging dicht voor een verbouwing van dit deel van de luchthaven.

## Collecties

### Schilderijen
De collectie schilderijen geeft een overzicht van de Nederlandse schilderkunst van de 15e tot omstreeks de 20e eeuw. De nadruk ligt vooral op de 17e-eeuwse Hollandse Meesters. Ook bezit het museum een kleine collectie Zuid-Nederlandse en Italiaanse meesters. De diverse topstukken worden gepresenteerd in de eregalerij, een grote zaal in de lengteas van het museum. Aan het uiteinde van deze zaal bevindt zich in de Nachtwachtzaal het bekendste werk van het museum, de Nachtwacht van Rembrandt. Het Rijksmuseum bezit de grootste collectie schilderijen van Rembrandt (22 in totaal).

### Beeldhouwkunst en kunstnijverheid
De verzameling beeldhouwkunst en kunstnijverheid bestaat uit onder meer beeldhouwwerken, meubels, betimmeringen, edelsmeedkunst, keramiek, glas, textiel en metalen voorwerpen. De collectie heeft een internationaal karakter, waarbij de nadruk ligt op de Nederlandse kunst.

### Afdeling Geschiedenis
De verzameling geschiedenis bevat schilderijen, scheepsmodellen, wapens, vlaggen, gouden en zilveren voorwerpen, kostuums, documenten, curiosa en voorwerpen die betrekking hebben op de politieke en militaire geschiedenis van Nederland. De voorwerpen zijn afkomstig uit de verzamelingen van de stadhouders, admiraliteiten, de kamers van de Oost- en West-Indische Compagnieën en uit particulier bezit. De nadruk ligt op de 17e en 18e eeuw.

### Rijksprentenkabinet
Het Rijksprentenkabinet beheert de nationale collectie prentkunst, tekenkunst, en sinds 1994 de nationale fotocollectie.

### Aziatische kunst
De collectie Aziatische kunst geeft een overzicht van de ontwikkeling van met name Chinese, Japanse, Indiase en Indonesische kunst, vanuit een Aziatisch standpunt. Chinees en Japans exportporselein, koloniale meubelen en zilver behoren echter ook tot deze collectie. De collectie is voor het merendeel eigendom van de in 1918 opgerichte Vereniging van Vrienden der Aziatische Kunst. Vanaf 1932 werd dit opgesteld als Museum van Aziatische Kunst in enkele zalen van het Stedelijk Museum. In 1952 verhuisde dit museum naar het Rijksmuseum.

## Topstukken (selectie)

### Schilderijen
| Schilder               | Titel                                        | Afbeelding |                                | Schilder                                                                           | Titel                            | Afbeelding |
| ---------------------- | -------------------------------------------- | ---------- | ------------------------------ | ---------------------------------------------------------------------------------- | -------------------------------- | ---------- |
| Rembrandt van Rijn     | Nachtwacht                                   |            | Bartholomeus van der Helst     | Schuttersmaaltijd ter viering van de Vrede van Munster                             |                                  |            |
| Johannes Vermeer       | Het melkmeisje                               |            | Gabriël Metsu                  | Het zieke kind                                                                     | Metsu, Gabriel - Sick Child, the |            |
| Cornelis van Haarlem   | Kindermoord te Bethlehem                     |            | Dirck van Baburen              | Prometheus door Vulcanus geketend                                                  |                                  |            |
| Melchior d'Hondecoeter | Het drijvend veertje                         |            | Jan Asselijn                   | De bedreigde zwaan                                                                 |                                  |            |
| Rembrandt van Rijn     | Het Joodse Bruidje                           |            | Frans Hals                     | Portret van een stel, waarschijnlijk Isaac Abrahamsz Massa en Beatrix van der Laen |                                  |            |
| Jan Steen              | Adolf en Catharina Croeser aan de Oude Delft |            | Johannes Cornelisz. Verspronck | Portret van een meisje in het blauw                                                |                                  |            |
| Pieter de Hooch        | Het landhuis                                 |            | Johannes Vermeer               | Het straatje                                                                       |                                  |            |
| Meindert Hobbema       | Watermolen                                   |            | Jacob van Ruisdael             | De molen bij Wijk bij Duurstede                                                    |                                  |            |
| Geertgen tot Sint Jans | De heilige maagschap                         |            | Jan van Scorel                 | Maria Magdalena                                                                    |                                  |            |

### Prentkunst

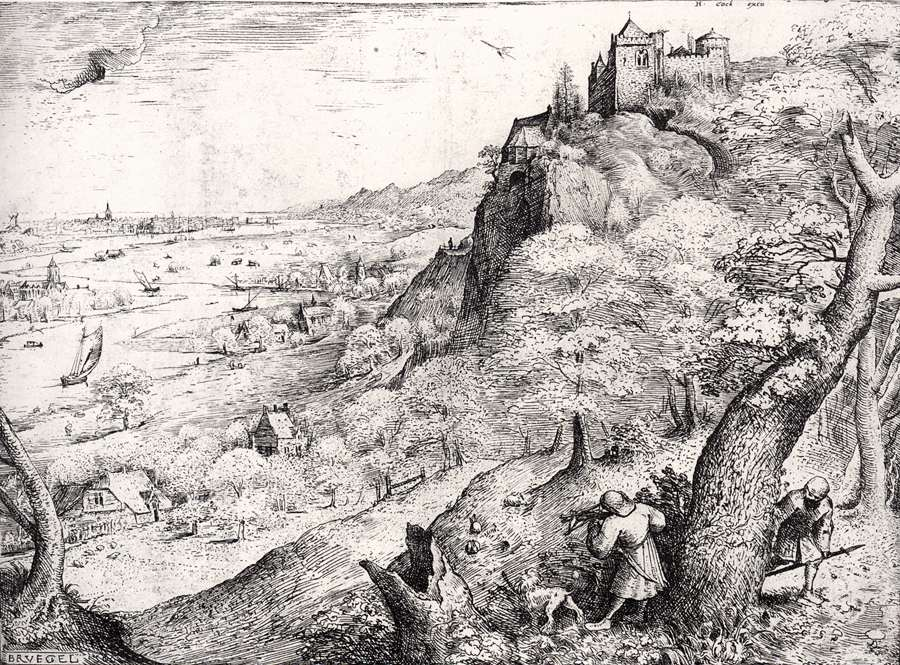
Ets van Pieter Bruegel de Oude: Hazenjacht, 1560
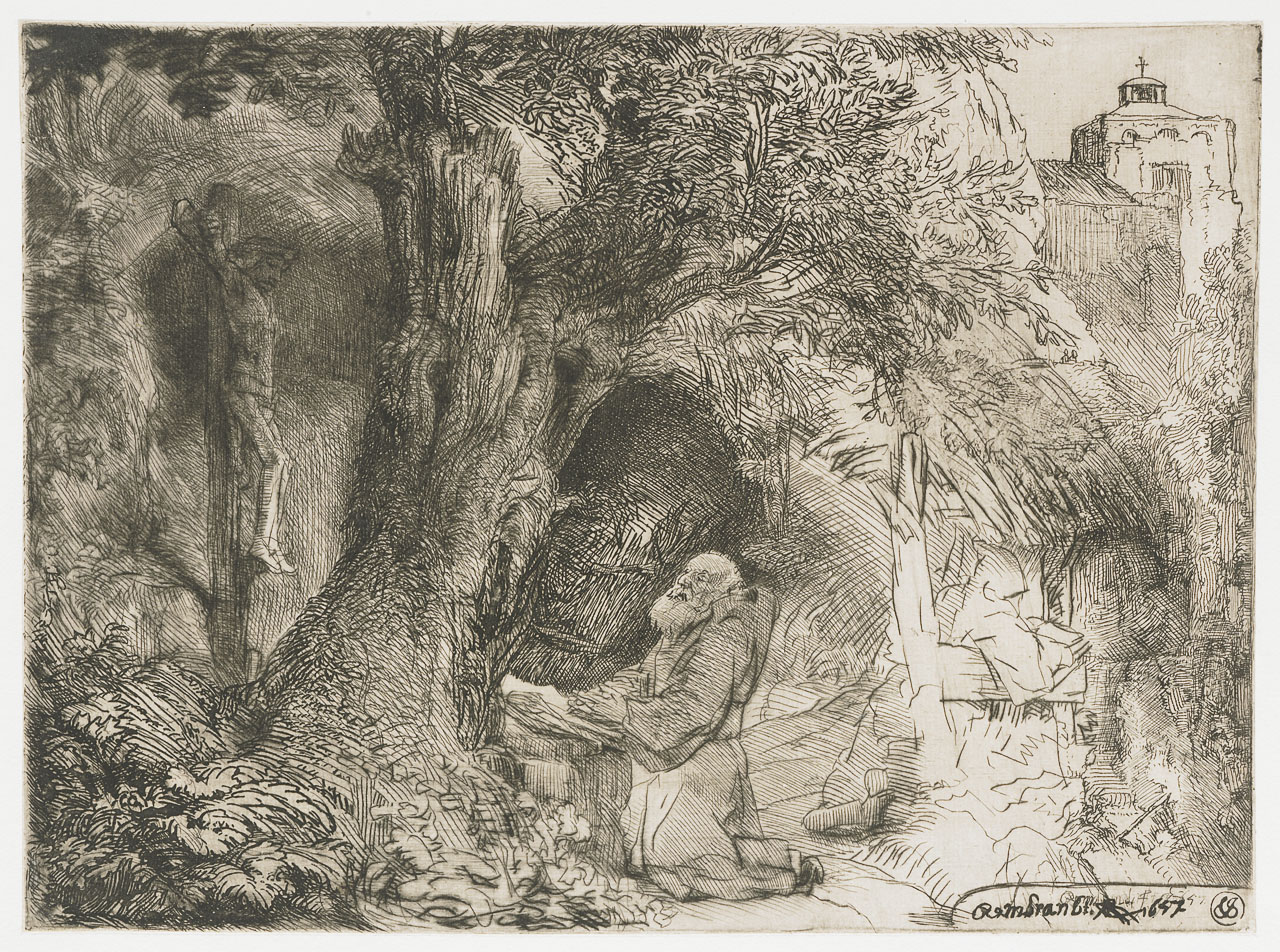
Rembrandt: Franciscus, knielend in gebed onder een boom, 1657
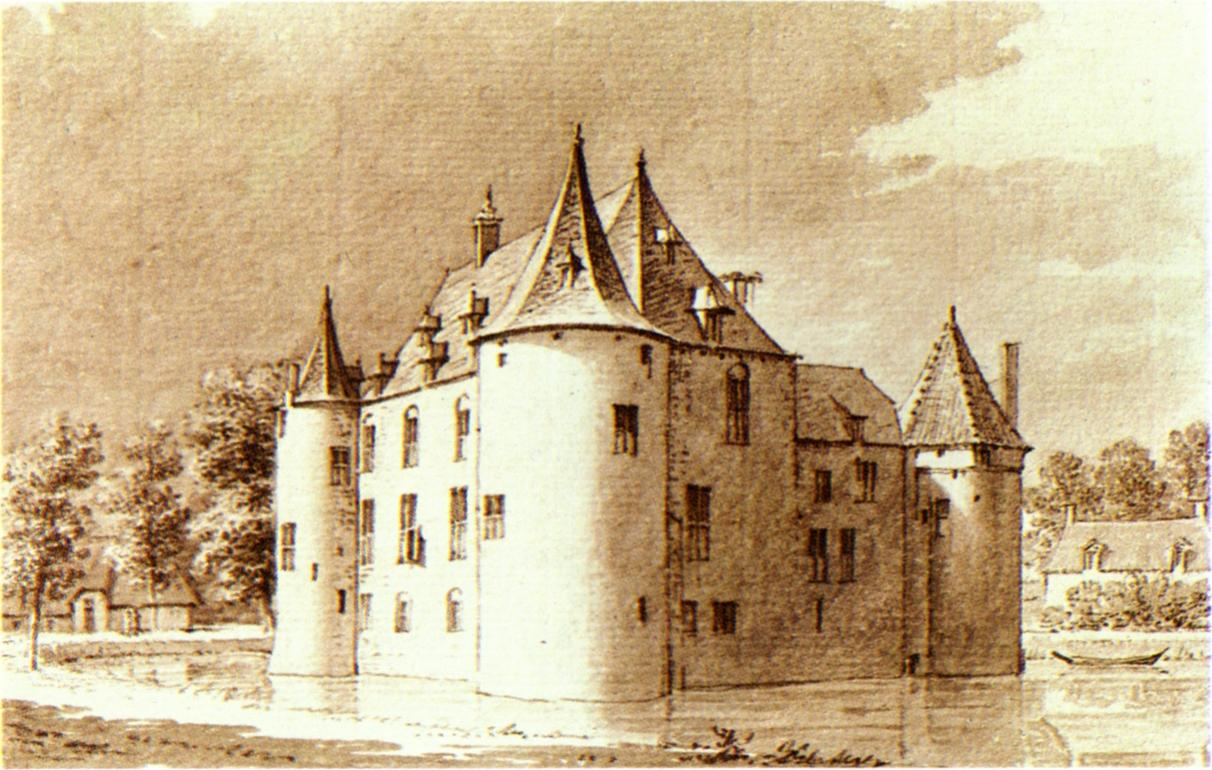
Cornelis Pronk: Het kasteel Amelroy of Ammerzoden, ca. 1730
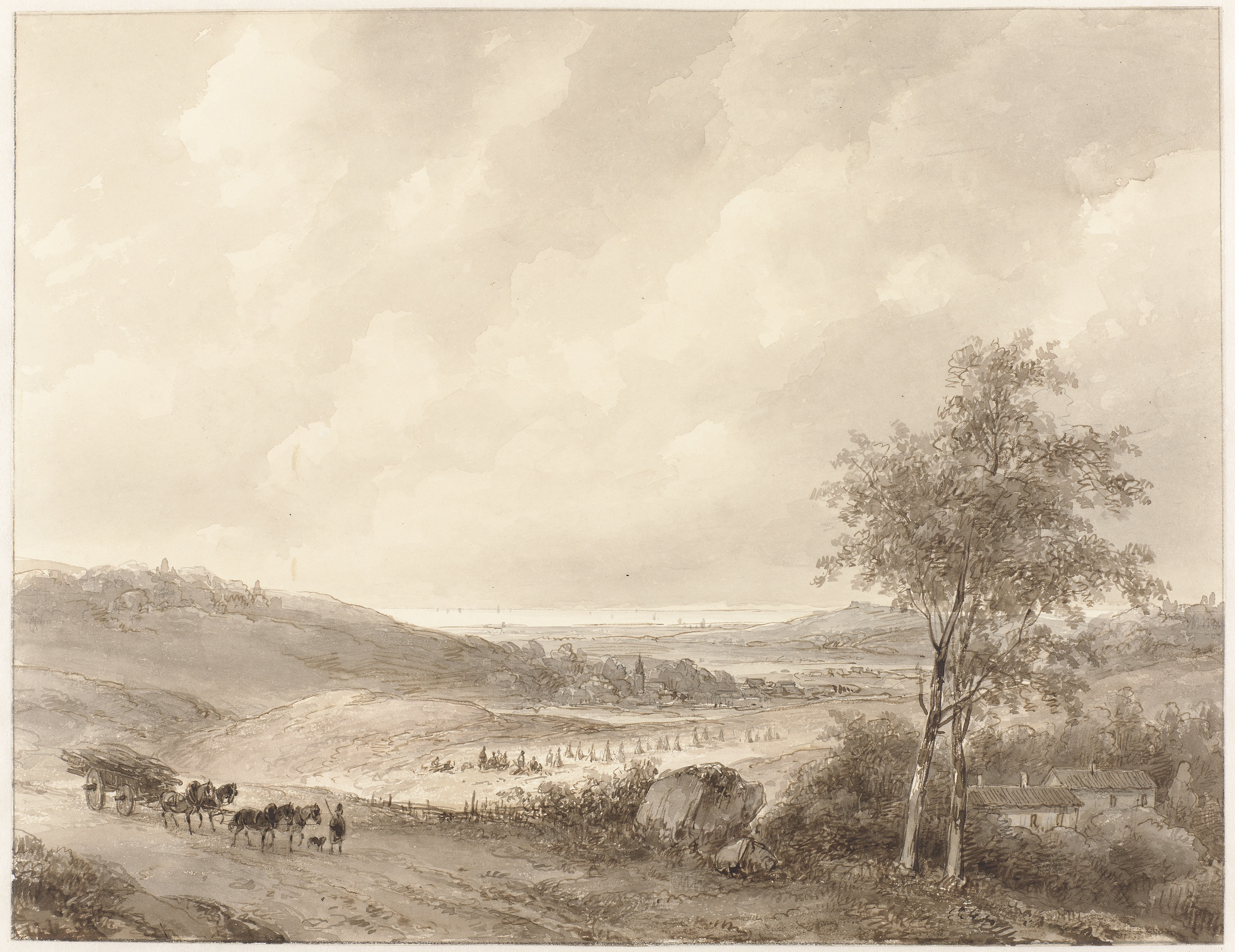
Andreas Schelfhout: Landschap tussen Calais en Boulogne
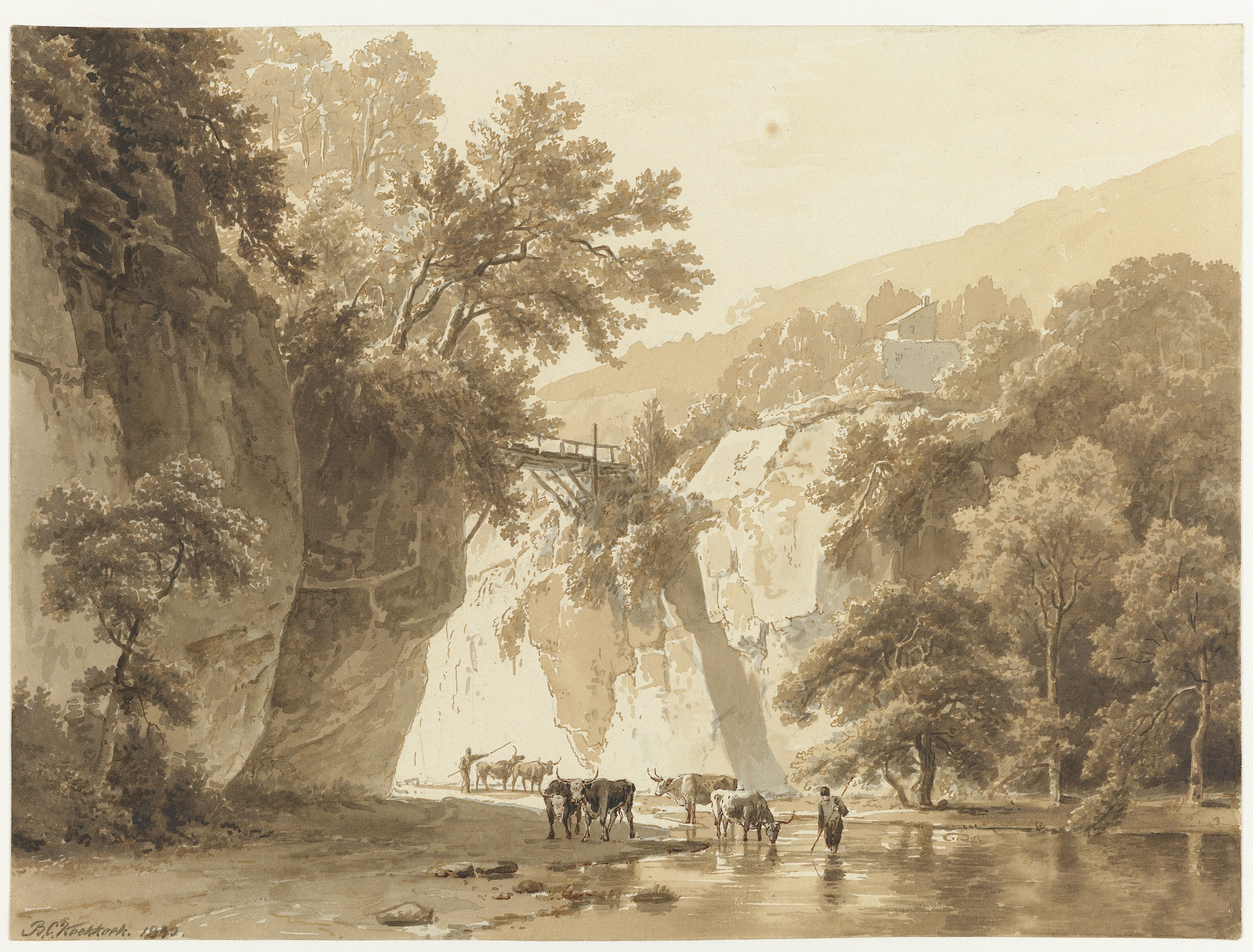
Barend Cornelis Koekkoek: Rotsachtig landschap met drinkende koeien, 1830
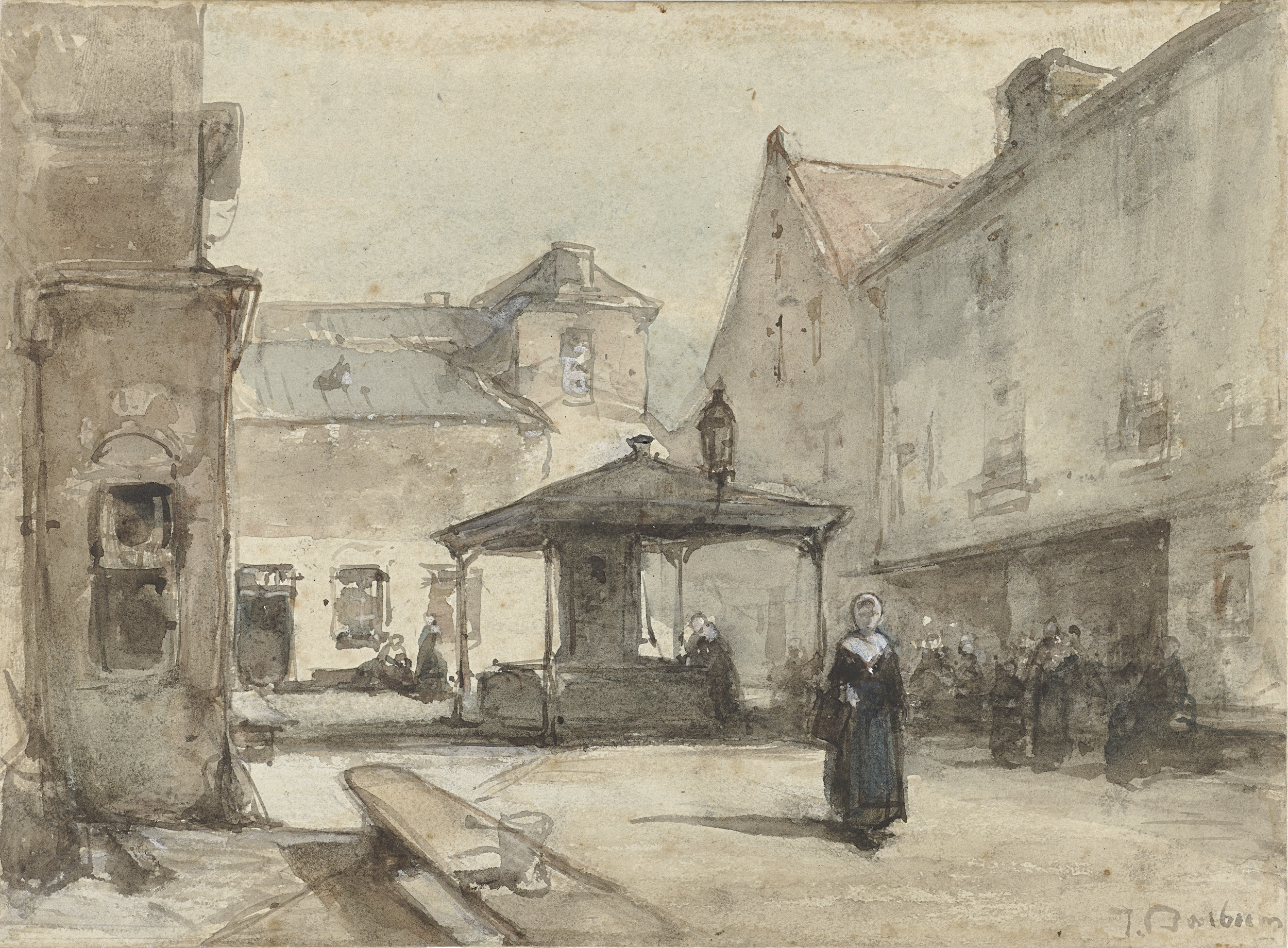
Johannes Bosboom:  Stadspleintje, ca. 1870
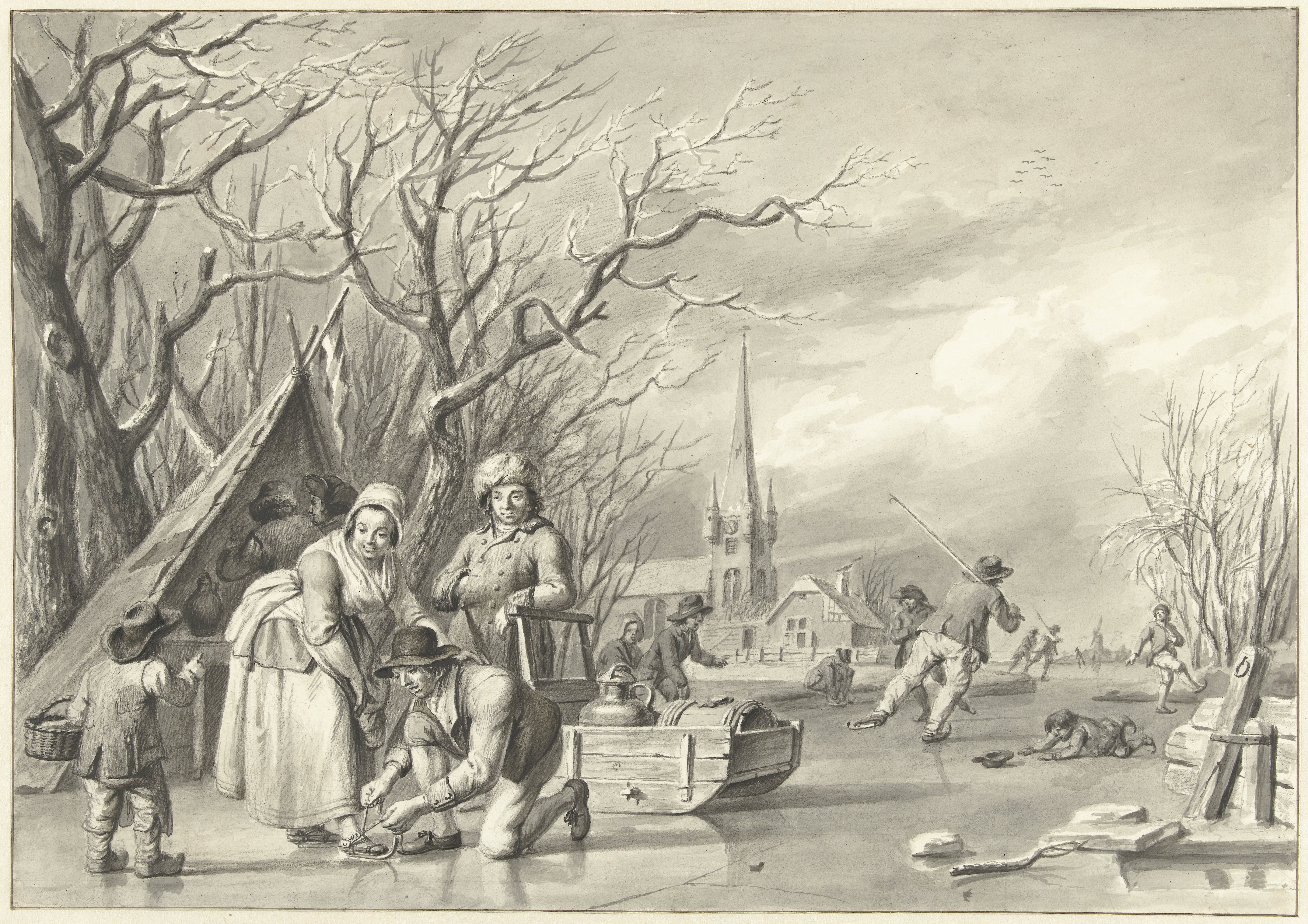
Albertus Jacobus Besters, IJsvermaak
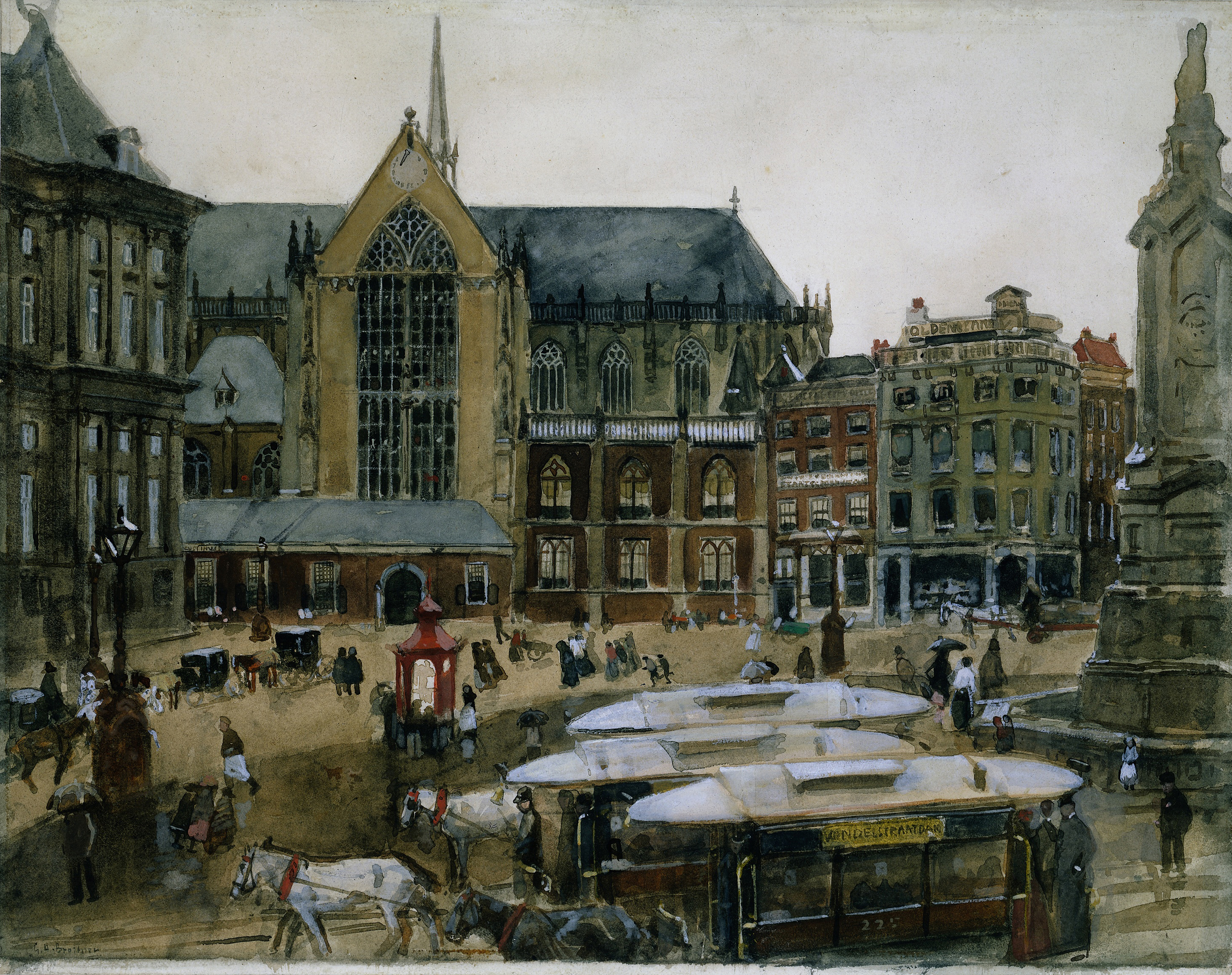
George Hendrik Breitner: Gezicht op de Dam te Amsterdam, ca. 1895
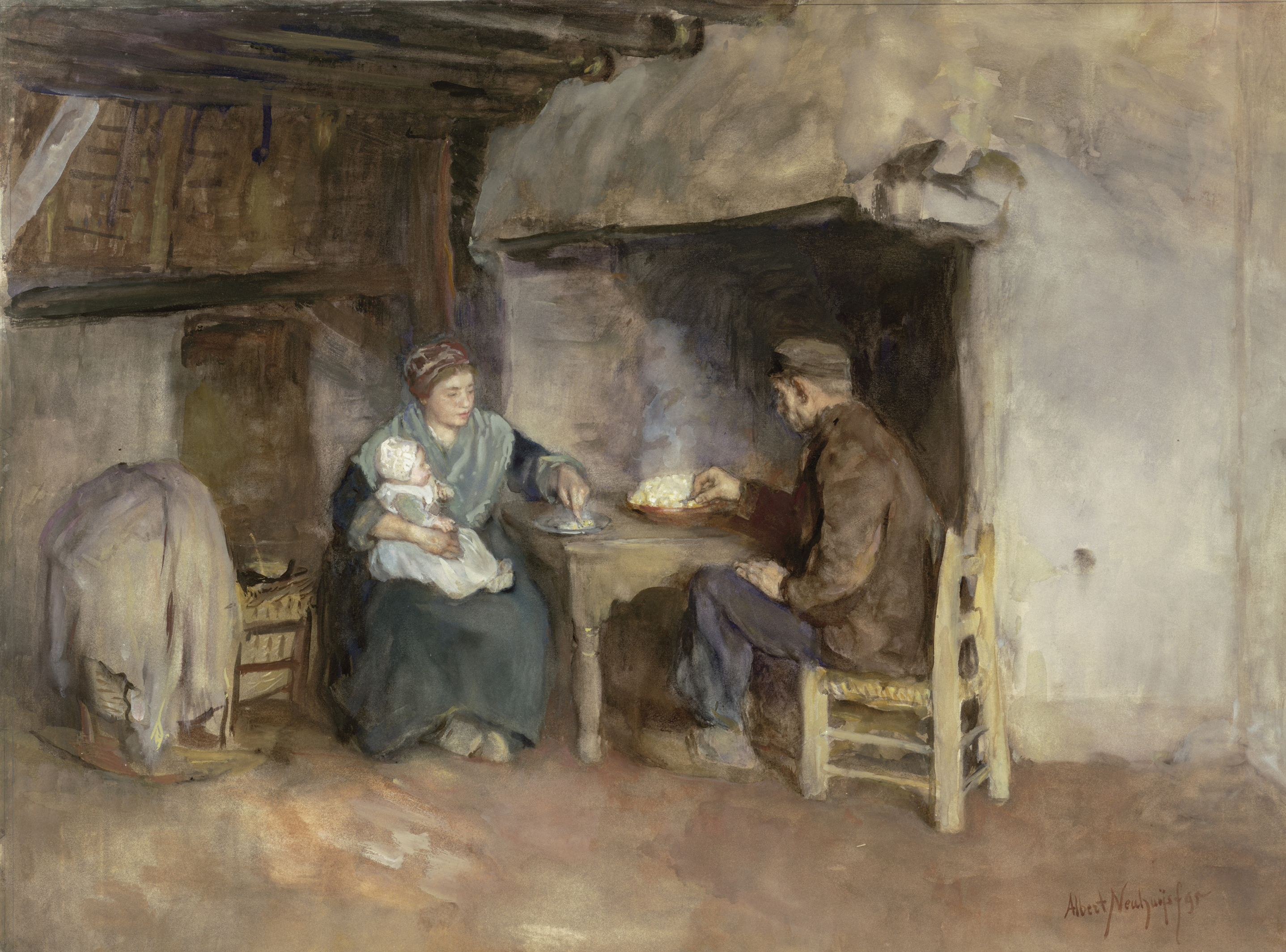
Albert Neuhuys: Middagmaal in een boerengezin, 1895
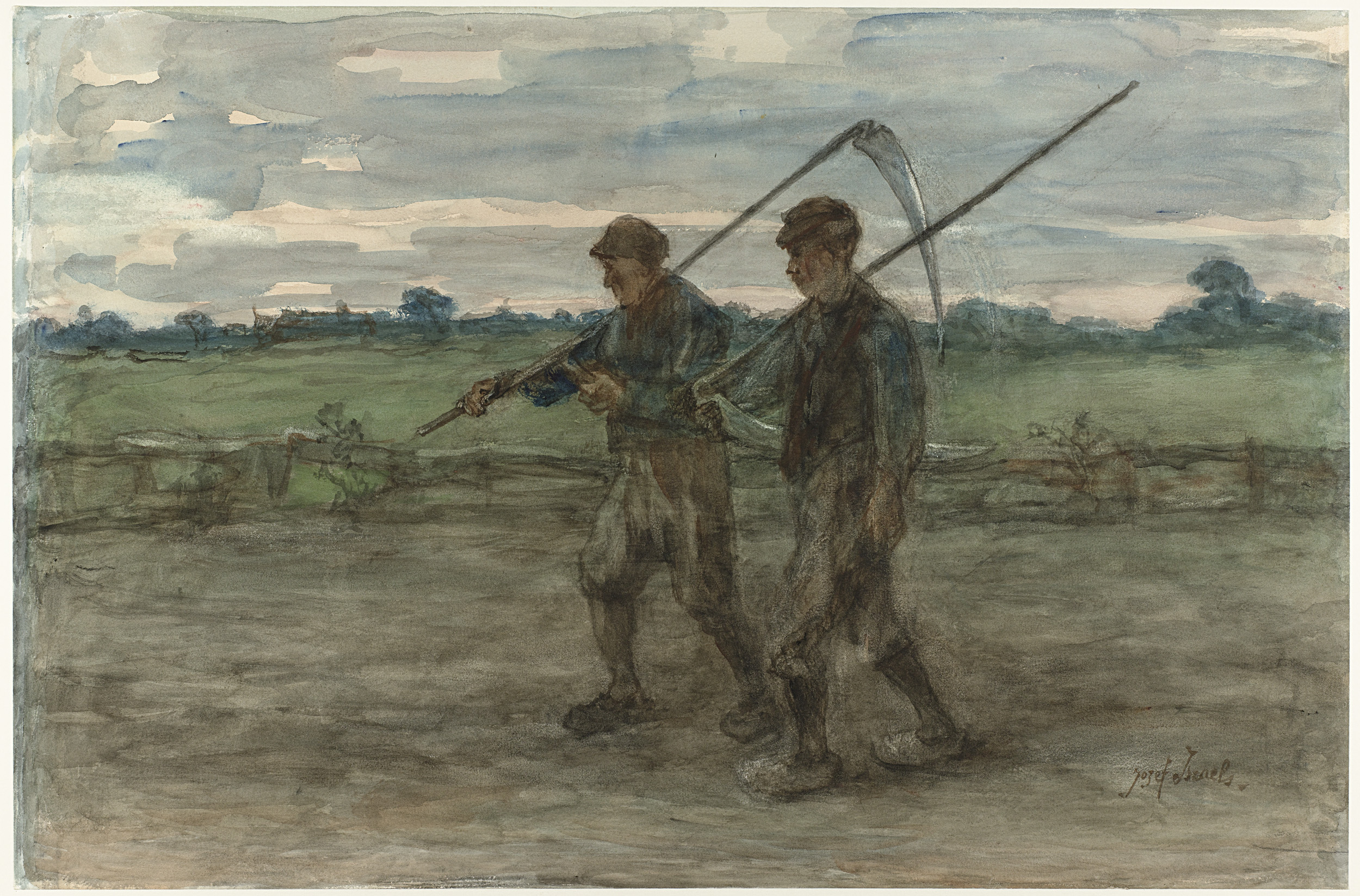
Jozef Israëls: Maaiers
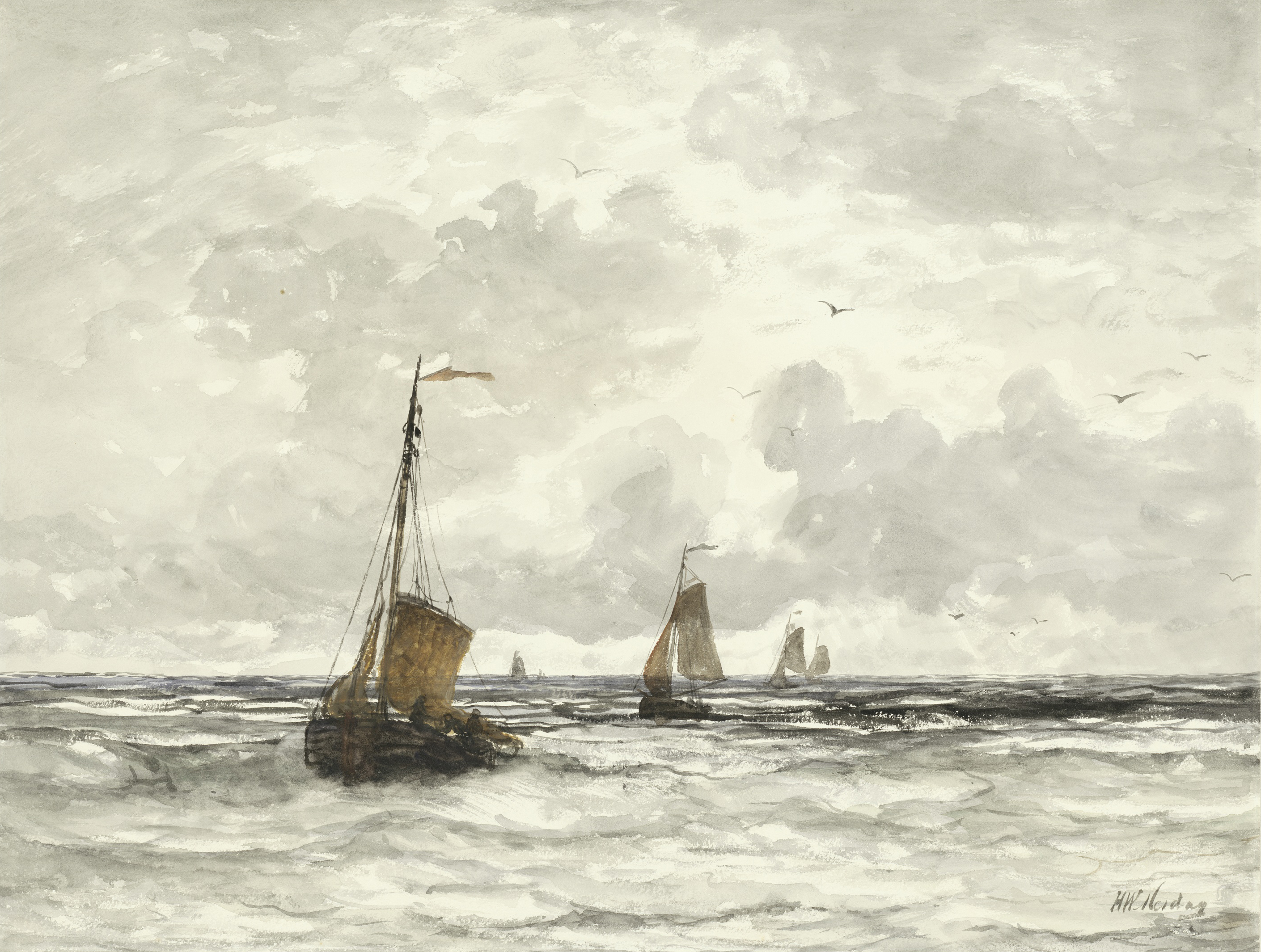
Hendrik Willem Mesdag: Vissersschepen in de branding
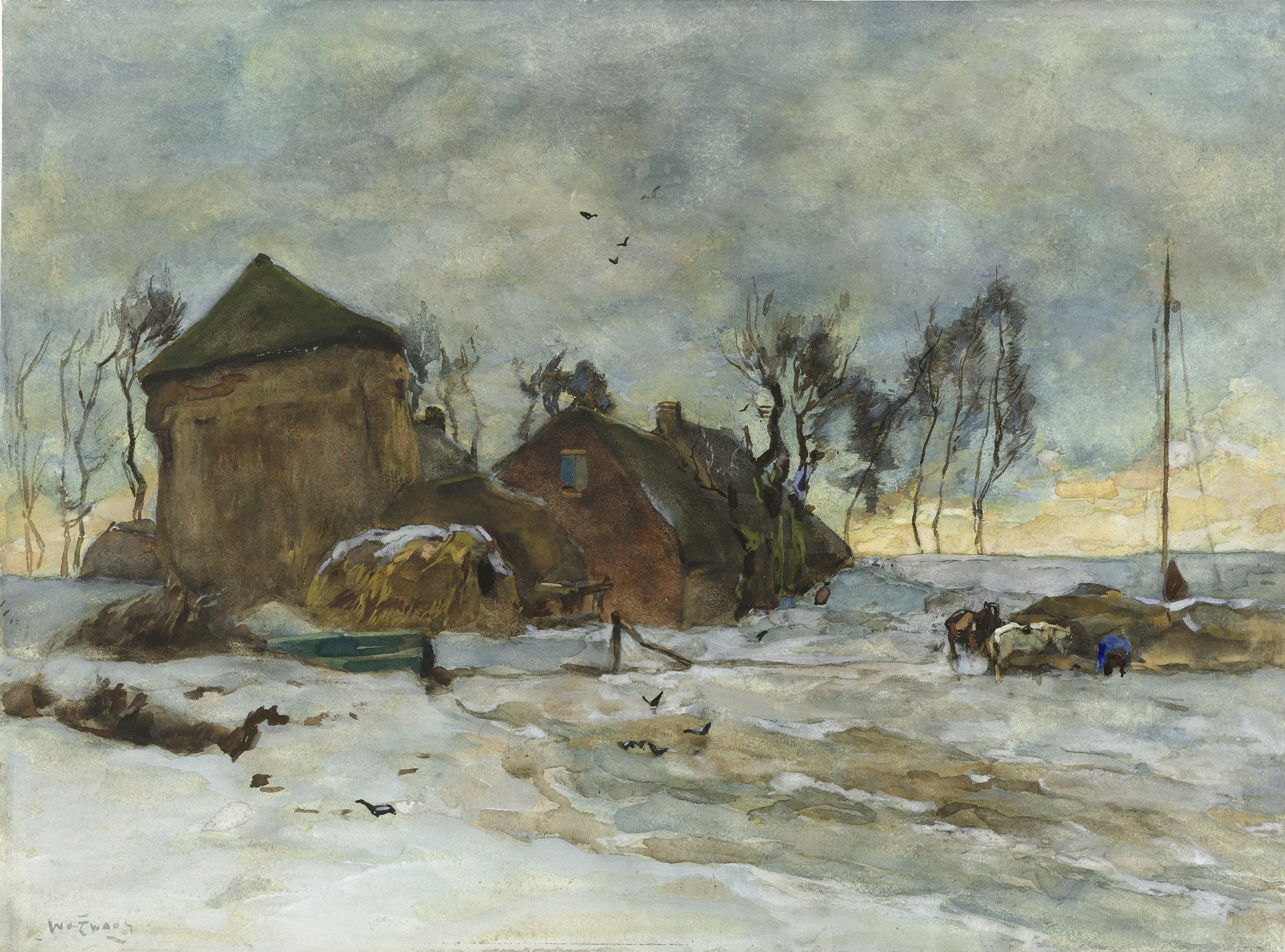
Willem de Zwart: Winterlandschap

## Digitale toegang
Een van de doelen die het Rijksmuseum zich stelt is om zo veel mogelijk objectinformatie online beschikbaar te stellen. In Rijksstudio, te vinden op de website van het Rijksmuseum, zijn ruim 700.000 objecten met beeld in hoge resolutie vrijgegeven. Rijksstudio biedt de mogelijkheid eigen kunstwerken te creëren op basis van werk uit de collectie.
Daarnaast stelt het Rijksmuseum de gegevens en afbeeldingen van meer dan 500.000 objecten beschikbaar aan app-bouwers en programmeurs. Zij kunnen deze gegevens vrij gebruiken via de Rijksmuseum-API op de website. De API wordt tevens gebruikt voor de aanlevering van data aan partners. De bibliotheekcollectie is online doorzoekbaar via de Rijksmuseum Research Library. Dit is de grootste openbare kunsthistorische bibliotheek van Nederland.
Het doel van het project 'Prentenkabinet Online' is de collectie van 700.000 prenten, tekeningen en foto's online toegankelijk te maken en achterstanden in de registratie in te halen. Tijdens de renovatie werd een groot deel van de collectie gedigitaliseerd, waaronder veel prenten. Het Rijksmuseum was een van de leden van het eerste uur van het samenwerkingsverband Modemuze dat digitalisering van onderdelen van de textielcollectie ondersteunt. Volgens The New York Times geldt het Rijksmuseum als een van de meest innovatieve musea op het gebied van digitalisering.
Bij de digitalisering heeft het Rijksmuseum de titels van kunstwerken aangepast die als racistisch kunnen worden ervaren (zoals neger, indiaan, Mohammedaan).

## Exposities
De in 2023 gehouden tentoonstelling Vermeer is met meer dan 650.000 bezoekers de best bezochte expositie van dit museum. Op de openingsdag waren al meer dan 200.000 tickets verkocht.
De tentoonstelling Late Rembrandt uit 2015 trok in drie maanden tijd 520.698 bezoekers en komt daarmee op de tweede plaats. Die in 1969 over Rembrandt staat met 460.489 bezoekers op de derde plaats. Daarna komt een expositie uit 1991 over alweer Rembrandt met 445.000 belangstellenden. De op twee na best bezochte kunstenaar is de Nederlander Jan Steen, die in 1996 355.000 mensen trok. Een tentoonstelling van werken van Rembrandt in 1956 trok dat jaar 329.917 bezoekers en komt op de zesde plaats.

## Junior Fellowship
Het Rijksmuseum Junior Fellowship is sinds maart 2015 een jaarlijks georganiseerde profielwerkstukwedstrijd door het Rijksmuseum voor vwo-leerlingen, van wie de werkstukken een aantoonbare link naar het Rijksmuseum dienen te bevatten. Juryleden zijn onder andere Nederlands ruimtevaarder André Kuipers en journalist Ad van Liempt.